# Yuri Vladimirovich Andropov
Yuri Vladimirovich Andropov (tiếng Nga: Ю́рий Влади́мирович Андро́пов; phiên âm tiếng Việt: An-đrô-pốp; 15 tháng 6 [lịch cũ 2 tháng 6] năm 1914 – 9 tháng 2 năm 1984) là một chính khách Liên Xô và là Chủ tịch KGB đầu tiên trở thành Tổng bí thư Ban chấp hành Trung ương Đảng Cộng sản Liên Xô từ ngày 12 tháng 11 năm 1982 tới khi ông qua đời hơn 1 năm sau đó.
Trong thời gian tại chức dù chỉ dài 15 tháng, ông đã cách chức 18 Bộ trưởng, 37 Bí thư thứ nhất của các Tỉnh ủy. Đây là lần đầu tiên những vấn đề về trì trệ kinh tế hoặc những trở ngại tiến bộ khoa học được phổ biến và bị chỉ trích bởi nhà nước.

## Tuổi trẻ
Yuri Vladimirovich Andropov là con trai của một cán bộ đường sắt Vladimir Konstantinovich Andropov, người từng là một thành viên của gia đình quý tộc Don Cossack. Mẹ ông là Yevgenia Karlovna Fleckenstein, con gái của một doanh nhân người Moskva giàu có, Karl Franzovich Fleckenstein, một người Nga gốc Đức từ Vyborg. Một quý tộc và cũng là nhà cách mạng tên gọi Sergei Vasilevich Andropov (1873-1955) là một người họ hàng của ông.
Ông được giáo dục tại Trường Kỹ thuật Giao thông Thủy Rybinsk trước khi gia nhập Đoàn Thanh niên Cộng sản Liên Xô Komsomol năm 1930. Ông trở thành một thành viên của Đảng Cộng sản năm 1939 và là Thư ký thứ nhất Uỷ ban Trung ương Komsomol tại Cộng hoà Xô viết Karelo-Phần Lan từ năm 1940 đến năm 1944. Trong Chiến tranh thế giới lần thứ hai, Andropov tham gia vào các hoạt động Chiến tranh du kích. Từ năm 1944 trở về sau, ông rời Komsomol để sang hoạt động trong Đảng. Năm 1947 ông được bầu làm Thư ký thứ hai của Uỷ ban Trung ương Đảng Cộng sản (Bolshevik) Cộng hòa Xô viết Karelo-Phần Lan. Ông tới Moskva năm 1951 và gia nhập Ban Thư ký Đảng. Năm 1954, ông trở thành Đại sứ Liên xô tại Hungary.

## Dập tắt cuộc nổi dậy tại Hungary
Năm 1954, Andropov trở thành Đại sứ Liên Xô tại Hungary và giữ chức vụ này trong cuộc nổi dậy của người Hungary. Sau các sự kiện này, Andropov rơi vào một tình trạng "rắc rối Hungary", theo nhà sử học Christopher Andrew: "ông đã theo dõi một cách sợ hãi từ các cửa sổ đại sứ quán những sĩ quan an ninh Hungary bị căm ghét đang bị treo cổ lên các cột đèn. Andropov bị ám ảnh trong suốt cuộc đời về tốc độ mà một nhà nước độc đảng cộng sản hùng mạnh bắt đầu bị lật đổ. Khi những chế độ cộng sản khác sau này dường như gặp nguy cơ - tại Praha năm 1968, tại Kabul năm 1979, tại Warszawa năm 1981, ông tin tưởng rằng, như tại Budapest năm 1956, chỉ lực lượng vũ trang mới có thể đảm bảo sự tồn tại của chúng"
Andropov đóng vai trò quan trọng trong việc trấn áp cuộc nổi dậy Hungary. Ông đã thuyết phục Nikita Khrushchev khi ấy đang do dự rằng một sự can thiệp quân sự là cần thiết. Mặt khác, ông lại nói với Imre Nagy và những nhà lãnh đạo Hungary khác rằng chính phủ Liên Xô sẽ không tấn công Hungary ngay khi cuộc tấn công sắp diễn ra. Các lãnh đạo Hungary bị bắt giữ và Nagy bị hành quyết.

## Chủ tịch KGB
Andropov quay trở lại Moskva để lãnh đạo Sở Liên lạc với các Đảng Cộng sản và Công nhân tại các Quốc gia Xã hội chủ nghĩa (1957–1967). Năm 1961, ông được bầu làm thành viên đầy đủ của Uỷ ban Trung ương Đảng Cộng sản Liên Xô và được thăng chức Bí thư Uỷ ban Trung ương Đảng Cộng sản Liên Xô năm 1962. Năm 1967, ông được ngừng các công việc trong Uỷ ban Trung ương và được chỉ định làm lãnh đạo KGB theo đề xuất của Mikhail Suslov.

### Trấn áp phong trào Mùa xuân Praha
Trong các sự kiện Mùa xuân Praha tại Tiệp Khắc, Andropov là người đề xướng chính cho các "biện pháp cực đoan". Ông đã ra lệnh tạo ra những thông tin tình báo giả không chỉ để công bố ra công chúng, mà cho cả Bộ Chính trị Liên Xô. "KGB tạo ra sự sợ hãi rằng Tiệp Khắc có thể trở thành một nạn nhân của sự gây hấn của NATO hay một cuộc đảo chính". Ở thời điểm này, sĩ quan tình báo Liên Xô Oleg Kalugin thông báo từ Washington rằng ông đã tiếp cận được "những tài liệu rất đáng tin cậy cho thấy cả CIA cũng như bất cứ một cơ quan nào khác không xúi giục phong trào cải cách Tiệp Khắc". Tuy nhiên, thông tin của ông đã bị huỷ bỏ bởi nó trái ngược với lý thuyết âm mưu do Andropov tạo ra. Andropov đã ra lệnh một số biện pháp tích cực, được gọi là chiến dịch PROGRESS, chống những nhà cải cách Tiệp Khắc.

### Trấn áp phong trào bất đồng tại Liên Xô
Cá nhân Andropov bị ám ảnh với "việc tiêu diệt phong trào bất đồng dưới mọi hình thức của nó" và luôn nhấn mạnh rằng "cái gọi là cuộc đấu tranh cho nhân quyền thực ra là một phần của âm mưu rộng lớn của chủ nghĩa đế quốc nhằm phá hoại nền tảng của nhà nước Xô viết". Năm 1968 ông phát hành một chỉ thị của Chủ tịch KGB "Về những trách nhiệm của các cơ quan an ninh Nhà nước trong việc chiến đấu với sự phá hoại lý tưởng của kẻ địch", kêu gọi đấu tranh chống lại những người bất đồng và "những tên đế quốc quan thầy của chúng". Cuộc trấn áp dữ dội những người bất đồng gồm các kế hoạch làm thương tật vũ công Rudolf Nureyev, người đã đào tẩu năm 1961.
Năm 1973, Andropov hoàn toàn trở thành một thành viên của Bộ Chính trị.
Andropov đóng vai trò quan trọng trong quyết định tiến đánh Afghanistan năm 1979. Ông nhấn mạnh vào cuộc tấn công, dù mong đợi rằng cộng đồng quốc tế sẽ lên án Liên Xô vì hành động này; quyết định dẫn tới cuộc Chiến tranh Xô viết tại Afghanistan (1979 - 1989).
Andropov là Chủ tịch lâu nhất của KGB và không từ chức vụ này cho mãi tới tháng 5 năm 1982, khi ông một lần nữa trở thành người kế nhiệm vị trí Bí thư thứ hai của Mikhail Suslov chịu trách nhiệm về các vấn đề ý thức hệ.
Hai ngày sau khi Brezhnev qua đời, ngày 12 tháng 11 năm 1982, Andropov được bầu làm Tổng bí thư Ban Chấp hành Trung ương Đảng Cộng sản Liên Xô - là cựu lãnh đạo đầu tiên của KGB trở thành Tổng bí thư. Việc ông được chỉ định làm người lãnh đạo cao nhất của Liên Xô làm phương Tây lo ngại, bởi vai trò của ông trong KGB và tại Hungary. Ở thời điểm ấy, thông tin cá nhân của ông vẫn là một bí ẩn ở phương Tây, và nhiều tờ báo lớn in tiểu sử chi tiết của ông một cách mâu thuẫn và trong nhiều trường hợp là bịa đặt.

## Lãnh đạo Liên bang Xô viết
Trong thời cầm quyền của mình, Andropov đã nỗ lực cải thiện nền kinh tế bằng cách tăng hiệu quả quản lý mà không thay đổi các nguyên tắc của kinh tế xã hội chủ nghĩa. Trái với chính sách tránh xung đột và gạt bỏ của Brezhnev, ông bắt đầu đấu tranh chống lại những sai phạm trong nguyên tắc đảng, nhà nước và lao động, dẫn tới những thay đổi nhân sự lớn. Trong 15 tháng cầm quyền, Andropov đã loại bỏ 18 Bộ trưởng, 37 Bí thư thứ nhất của các Tỉnh ủy (Областной комитет - ОБКОМ), Khu ủy (Краевой комитет - КРАЙКОМ) và Ủy ban Trung ương các Đảng Cộng sản tại các nước Cộng hoà Xô viết; những hồ sơ tội phạm ở những cấp bậc cao nhất của nhà nước bắt đầu bị xem xét. Lần đầu tiên, những thực tế về sự trì trệ kinh tế và những cản trở với sự phát triển khoa học được thông báo với công chúng và bị chỉ trích.
Trong chính sách đối ngoại, chiến tranh tiếp diễn tại Afghanistan. Thời gian cầm quyền của Andropov cũng được ghi dấu bởi sự xấu đi trong quan hệ với Hoa Kỳ. Những kế hoạch của Mỹ nhằm triển khai tên lửa Pershing ở Tây Âu nhằm đối phó các tên lửa SS-20 của Liên xô là vấn đề hay gây tranh cãi. Nhưng khi Paul Nitze, nhà đàm phán Mỹ, đề xuất một kế hoạch hoà giải cho những tên lửa hạt nhân tại châu Âu trong cuộc "đi bộ trong rừng" với nhà đàm phán Liên Xô Yuli Kvitsinsky, người Liên Xô không bao giờ trả lời. Kvitsinsky sau này viết rằng, dù có những nỗ lực của riêng ông, phía Liên Xô không chú ý tới sự hoà giải, thay vào đó tính toán rằng các phong trào hoà bình ở phương Tây sẽ buộc người Mỹ phải nhượng bộ. Tháng 8 năm 1983 Andropov đưa ra một thông báo gây xúc động rằng đất nước đã ngừng mọi công việc về các loại vũ khí trên vũ trụ. Một trong những hành động đáng chú ý nhất của ông trong thời gian ngắn làm lãnh đạo Liên Xô là viết thư trả lời một cô bé người Mỹ tên là Samantha Smith, mời cô bé tới Liên bang Xô viết. Kết quả là Smith trở thành một nhà hoạt động vì hoà bình nổi tiếng. Trong lúc ấy những cuộc đàm phán về kiểm soát các loại vũ khí hạt nhân tầm trung ở châu Âu giữa Liên bang Xô viết và Hoa Kỳ đã bị gián đoạn từ phía Liên Xô tháng 11 năm 1983 và tới cuối năm 1983, người Liên xô đã ngừng mọi cuộc đàm phán kiểm soát vũ khí.
Căng thẳng thời Chiến tranh Lạnh gia tăng khi các máy bay chiến đấu Liên xô bắn hạ một chiếc máy bay phản lực chở khách, chuyến bay 007 của Korean Air Lines với toàn bộ 269 hành khách và phi hành đoàn, gồm cả một dân biểu từ Georgia, Larry McDonald. KAL 007 đã lạc vào không phận Liên xô ngày 1 tháng 9 năm 1983 trên đường từ Anchorage, Alaska tới Seoul, Hàn Quốc. Andropov đã được Bộ trưởng Quốc phòng Dmitry Ustinov và lãnh đạo KGB Victor Chebrikov cố vấn giữ bí mật thực tế rằng Liên Xô đã giữ được "Hộp Đen" từ chiếc KAL 007. Andropov được khuyến khích phát biểu rằng Liên Xô tham gia vào sự lừa gạt đó và họ cũng đang tìm kiếm chiếc KAL 007 và Hộp Đen. Andropov đồng ý với điều này và trò bịp đó kéo dài tới khi Boris Yeltsin giải mật vụ việc năm 1992.
Khi không còn có thể làm việc trong điện Kremlin hay tham dự các phiên họp của Bộ chính trị, từ tháng 9 năm 1983, ông theo cách điều hành cũ: ông sẽ đưa ra các ý tưởng cho những trợ lý và người viết diễn văn, sau đó họ sẽ chuẩn bị các 'ghi chú' cho Bộ Chính trị.
Vào ngày thứ 7 trước phiên họp toàn thể ngày thứ ba của Uỷ ban Trung ương, Arkady Volsky, một trợ lý của Andropov, vào phòng của Andropov tại Bệnh viện Trung ương ở Kuntsevo để giúp ông soạn thảo một bài diễn văn. Andropov không đủ sức khoẻ dự phiên họp toàn thể và sẽ cử một người thay mặt đọc diễn văn tại Bộ Chính trị. Những dòng cuối cùng của bài diễn văn nói rằng các thành viên của Uỷ ban Trung ương phải có cách cư xử đúng đắn, không tham nhũng và có trách nhiệm với đời sống đất nước. Sau đó Andropov đưa cho Volsky một cặp file với bản nháp cuối cùng và nói, "Bài diễn văn được rồi. Hãy chắc chắn rằng ông sẽ chú ý tới chương trình tôi đã viết".
Bởi bác sĩ đã đưa ông ra xe, ông không có thời gian xem lại những gì mình đã viết.
Sau đó, ông có một cơ hội để đọc nó và thấy rằng ở dưới trang cuối Andropov đã dùng mực thêm vào, bằng dòng chữ không ngay ngắn, một đoạn mới. Nó như sau: "Các thành viên của Uỷ ban Trung ương biết rằng vì một số lý do, tôi không thể tới phiên họp toàn thể. Tôi cũng không thể dự các phiên họp của Bộ Chính trị hay Ban Thư ký. Vì thế, tôi tin rằng Mikhail Sergeyevich Gorbachev cần phải được trao trách nhiệm chủ tịch những cuộc họp của Bộ Chính trị và Ban Thư ký (của Uỷ ban Trung ương)." Andropov đề xuất Gorbachev làm người thay thế mình. Volsky làm một bản photocopy tài liệu và đặt nó trong tủ an toàn của ông. Ông trao bản gốc cho ban lãnh đạo Đảng và được đảm bảo rằng nó sẽ được đọc tại phiên họp toàn thể. Nhưng tại cuộc họp cả Konstantin Chermenko, Viktor Grishin, Nikolai Tikhonov, Dmitry Ustinov hay bất kỳ thành viên nào khác trong Bộ Chính trị đều không chú ý tới những ý định của Andropov. Volsky nghĩ rằng đã có một số sai sót gì đó: "Tôi tới chỗ Chermenko và nói, 'Có một đoạn thêm vào trong văn bản.' Ông nói, 'Đừng nghĩ gì về bất cứ sự thêm thắt nào.' Sau đó tôi thấy trợ lý của ông ta Bogolyubov và nói, 'Klavdy Mikhailovich, có một đoạn trong bài phát biểu của Andropov….' Ông ta giữ tôi bên cạnh và nói, 'Anh nghĩ anh là ai, một người khôn ngoan? Anh có nghĩ cuộc đời anh sẽ kết thúc với nó không?' Tôi nói, 'Trong trường hợp đó, tôi sẽ gọi điện cho Andropov.' Ông ta trả lời, 'Nếu thế đó sẽ là cuộc gọi cuối cùng của anh'". Andropov rất tức giận khi ông biết điều xảy ra tại phiên họp toàn thể, nhưng ông không thể làm gì nhiều.
Trong hồi ký của mình, Mikhail Gorbachev nhớ lại rằng khi Andropov là người lãnh đạo cao nhất, ông và Nikolai Ryzhkov, Chủ tịch Gosplan, đã yêu cầu Andropov được biết về các con số ngân sách thực. "Các vị hỏi quá nhiều đấy", Andropov trả lời. "Ngân sách không phải phần việc của các anh."

## Qua đời và tang lễ
Tháng 2 năm 1983, Andropov bị hỏng thận hoàn toàn. Tháng 8 năm 1983, ông vào nằm thường trực trong Bệnh viện Trung ương ở phía tây Moskva, nơi ông sống nốt cuộc đời mình. Những người trợ lý của ông lần lượt tới thăm ông trong bệnh viện thông báo những vấn đề quan trọng và các công việc giấy tờ.
Ngay trước khi ông định đi tới Crimea, sức khoẻ của Andropov xấu đi nghiêm trọng. Andropov trở nên mệt mỏi, và phải nghỉ trên một chiếc ghế bằng đá granite trong bóng râm, toàn thân ông ớn lạnh, và ông nhanh chóng run lên một cách không thể kiểm soát.
Những người duy nhất thường gặp ông là các thành viên Bộ Chính trị Dmitry Ustinov, Andrey Gromyko, Konstantin Chermenko và Viktor Chebrikov.
Hai tháng cuối cùng của cuộc đời Andropov ông không thể rời khỏi giường, ngoại trừ khi được nhấc vào một chiếc giường khác để thay tấm ga. Thân thể ông đã kiệt sức nhưng tinh thần còn minh mẫn. Trong những ngày cuối đời Andropov vẫn làm việc thậm chí với cả các công việc ít ý nghĩa như ký giấy tờ hay bày tỏ sự tán thành với các đề xuất của các trợ lý.
Ngày 31 tháng 12 năm 1983 Andropov đón Năm mới lần cuối cùng. Vladimir Kryuchkov cùng với những người bạn khác tới thăm Andropov. Ông cảm thấy vui mừng khi các bác sĩ cho phép uống một cốc champagne. Họ ở lại với ông trong một tiếng rưỡi. Sau khi họ đã về, Andropov ở lại một mình cùng Kryuchkov và nói với ông ta rằng ông muốn chúc sức khoẻ và thành đạt tới mọi người bạn. Ở thời điểm đó Kryuchkov hiểu rằng Andropov sắp chết. Tháng 1, Thủ tướng tương lai Nikolai Ryzhkov tới thăm Andropov. Andropov hôn ông và nói ông hãy về.
Cuối tháng 1 năm 1984 sức khoẻ ông dần suy sụp khi tenure của ông bất thần tăng lên vì sự gia tăng chất độc trong máu, vì thế ông trải qua những giai đoạn bất tỉnh. Ngày 9 tháng 2 năm 1984, ngày cuối cùng của Andropov, y tá tới chỗ Boris Klukov, một trong các vệ sĩ của ông, và nói rằng ông không muốn ăn. Cô yêu cầu anh ta thuyết phục Andropov ăn. Klukov tới chỗ Andropov và nói với ông ta rằng ông phải ăn. Andropov cuối cùng đồng ý và họ cùng ăn. Sau đó, Boris Klukov rời căn phòng một lúc. Và sau nửa giờ bỗng nhiên có một cơn choáng bất thần. Các bác sĩ chạy tới phòng Andropov và vị trợ lý của giám đốc an ninh cũng ở đó. Klukov gọi những người trợ lý. Ông tới phòng Andropov, nhìn vào màn hình và thấy những nhịp đập nhẹ. Andropov qua đời hôm đó lúc 16:50 tại bệnh viện. Một số ít lãnh đạo hàng đầu, không phải tất cả thành viên Bộ Chính trị, được biết sự thực trong ngày hôm đó. Theo báo cáo y tế Liên xô, Andropov bị nhiều chứng bệnh: interstitial nephritis, nephrosclerosis, residual hypertension và tiểu đường, càng trở nên nghiêm trọng hơn bởi thận của ông đã mất khả năng làm việc.
Một lễ quốc tang bốn ngày được công bố. Bên trong nhà tang lễ, những người dự lễ tang đi lên theo một cầu thang bằng đá mable bên dưới những chùm đèn phủ vải đen. Trên bệ, giữa một vườn hoa lớn, một dàn nhạc giao hưởng đầy đủ mặc áo đuôi tôm đen chơi các bản nhạc cổ điển. Thân xác mang tính biểu tượng của Brezhnev, mặc đồ đen, áo sơ mi trắng và cà vạt đen-đỏ, nằm trong một quan tài mở với các hàng hoa cẩm chướng, hoa hồng đỏ và hoa tulip, đối diện với một hàng dài những người đưa tang. Ngay bên phải phòng tang lễ, phía trước những hàng ghế dành cho gia đình của vị lãnh đạo, vợ ông - Tatyana Filipovna - với mái tóc đỏ kẹp gọn, ngồi cùng hai người con - Igor và Irina.
Ngày 14 tháng 2, tang lễ bắt đầu. Hai sĩ quan dẫn đầu đoàn tang lễ, mang theo một bức chân dung lớn của ông, tiếp đó là một đoàn dài những vòng hoa đỏ. Sau đó những sĩ quan đội những chiếc mũ Astrakhan cao xuất hiện, mang theo 21 huân huy chương của vị lãnh đạo trong một chiếc đệm đỏ nhỏ. Phía sau họ, quan tài nằm trên một thân pháo được kéo bởi một chiếc xe trinh sát quân sự màu xanh. Ngay phía sau các thành viên gia đình Andropov, các thành viên Bộ Chính trị, hầu như không thể phân biệt được ai với ai - tất cả đều đội mũ lông thú và áo choàng cùng các dải băng đỏ trên tay, dẫn theo nhóm những người đưa tang chính thức cuối cùng. Khi quan tài tới giữa Quảng trường Đỏ, nó được đưa ra khỏi thân pháo và được đặt trên một đòn đám ma đỏ đối diện Lăng Lenin. Đúng 12:45 chiều thứ 3, quan tài Andropov được hạ xuống đất với những tiếng kèn, tiếng còi báo động, tiếng còi nhà máy và những loạt súng tiễn biệt.
Konstantin Chernenko trở thành người kế nhiệm ông.

## Di sản
Di sản của Andropov vẫn là một chủ đề được tranh cãi nhiều tại Nga và những nơi khác, cả trong giới học giả và trên truyền thông đại chúng. Ông vẫn là tâm điểm của những bộ phim tài liệu truyền hình đặc biệt tại những thời điểm kỷ niệm quan trọng. Với tư cách lãnh đạo KGB Andropov là người có thái độ cứng rắn với những người phản đối, và tác gia David Remnick, người phụ trách mảng củ đề Liên xô cho tờ Washington Post trong thập niên 1980, đã gọi Andropov là "tham nhũng tồi tệ, một con thú". Alexander Yakovlev, sau này là một cố vấn của Mikhail Gorbachev và là nhà tư tưởng của perestroika, đã nói "Theo một cách tôi luôn nghĩ Andropov là người nguy hiểm nhất trong số họ, đơn giản bởi vì ông khôn ngoan hơn những người còn lại." Tuy nhiên, chính Andropov đã gọi Yakovlev quay trở về giữ chức vụ cao cấp tại Moscow năm 1983 sau một giai đoạn lưu đày trên thực tế với tư cách đại sứ tại Canada sau khi tấn công vào chủ nghĩa sô vanh. Yakovlev cũng là một đồng nghiệp thân cận của trợ lý của Andropov vị Tướng KGB Yevgeny Primakov, sau này là Thủ tướng Nga.
Theo thuộc cấp cũ của ông vị tướng Securitate Ion Mihai Pacepa, 
"Ở phương Tây, nếu Andropov được nhớ tới, là bởi việc ông trấn áp dữ dội sự đối đầu chính trị trong nước và vai trò của ông trong việc lập kế hoạch tấn công Tiệp Khắc năm 1968. Trái lại, những lãnh đạo của các cơ quan tình báo ở các nước thuộc Khối hiệp ước Warszawa cũ, khi tôi từng là một trong số họ, coi Andropov là người biến KGB thành cánh tay đắc lực giúp Đảng Cộng sản quản lý Liên Xô, và là người chỉ đạo các chiến dịch tung hoả mù trong thời kỳ mới của nước Nga với mục tiêu cải thiện những hình ảnh đã xấu đi rất nhiều của các lãnh đạo Liên Xô ở phương Tây."
Dù lập trường cứng rắn của Andropov trong cuộc nổi dậy tại Hungary năm 1956 và nhiều vụ trục xuất và mưu đồ mà ông phải chịu trách nhiệm trong thời gian lãnh đạo khá dài tại KGB, ông dần được nhiều nhà bình luận coi là một nhà cải cách nhân văn, đặc biệt khi so với tình trạng trì trệ và tham nhũng trong những năm cuối thời kỳ cầm quyền của người tiền nhiệm, Leonid Brezhnev. Andropov, "a throwback to a tradition of Leninist asceticism", hoảng sợ trước tình trạng tham nhũng thời Brezhnev, và đã ra lệnh điều tra và bắt giữ những kẻ tham nhũng trắng trợn nhất. Những cuộc điều tra gây ra tình trạng sợ hãi đến nỗi nhiều thành viên trong nhóm của Brezhnev "shot, gassed or otherwise did away with themselves." Chắc chắn ông được mọi người coi là nghiêng về biện pháp cải cách từ từ và có tính xây dựng hơn Gorbachev; hầu hết các suy đoán tập trung quanh việc liệu Andropov đã có thể cải cách Liên bang Xô viết theo một cách để không dẫn nó tới sự giải tán cuối cùng.
Truyền thông phương Tây ưa thích Andropov bởi ông được cho là người đam mê âm nhạc và rượu whiskey của phương Tây.. Tuy nhiên, chúng chỉ là những lời đồn đại không có căn cứ. Một điều cũng đáng nghi ngờ liệu Andropov có biết nói tiếng Anh hay không.

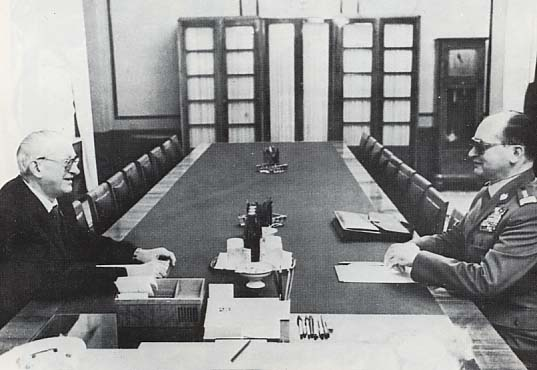
Andropov và Wojciech Jaruzelski

Trong thời gian làm lãnh đạo ngắn ngủi của mình, hầu hết ông đều ở trong tình trạng sức khoẻ yếu, khiến những người tham gia tranh luận không có lý lẽ chắc chắn về tình trạng của bất kỳ một sự kéo dài thời gian cầm quyền lý thuyết nào không. Như với thời gian cầm quyền ngắn của Lenin, các nhà phân tích có nhiều khoảng trống để ủng hộ các giả thuyết ưa chuộng của mình và phát triển sự sùng bái cá nhân nhỏ đã được hình thành xung quanh ông.
Andropov sống tại 26 Kutuzovski prospekt, cùng căn nhà mà Suslov và Brezhnev cũng ở. Đầu tiên ông cưới Nina Ivanovna. Bà sinh cho ông một người con trai và anh ta đã chết trong những hoàn cảnh bí ẩn hồi thập niên 1970. Năm 1983 bà bị chẩn đoán ung thư và trải qua một cuộc phẫu thuật thành công. Ông gặp người vợ thứ hai, Tatyana Filipovna, trong Thế chiến II tại Mặt trận Karelian khi bà là một thư ký của Komsomol. Bà đã bị một cơn suy nhược thần kinh trong Sự kiện năm 1956 ở Hungary. Chỉ huy cận vệ của Andropov đã thông báo với Tatyana về cái chết của chồng minh. Bà đã bị tác động quá mạnh để có thể tham gia vào lễ tang và trong buổi lễ những người thân đã phải dìu bà đi. Trước khi quan tài Andropov được đóng lại. Bà đã chạm vào tóc ông và hôn ông một lần nữa. Năm 1985, một bộ phim dài 75 phút được phát sóng trong đó Tatyana (không xuất hiện trước công chúng từ sau lễ tang Andropov) đọc những bài thơ tình yêu do chồng mình viết. Tatyana ốm và qua đời tháng 11 năm 1991. Andropov có một con trai, Igor (chết tháng 6 năm 2006) và một con gái, Irina (sinh năm 1946).